# ロックマンX
『ロックマンX』（ロックマンエックス、ROCKMAN X、英：Mega Man X）は、1993年12月17日に日本のカプコンから発売されたスーパーファミコン専用のアクションゲームである。

## 概要
シリーズの第1作目であり、初代『ロックマンシリーズ』から約100年後の世界を舞台としている。ボスを倒し、特殊武器を取得してゲームを進行していくという基本的な流れは初代シリーズと変わっていないが、壁蹴りやダッシュといった能力アップアイテムを取りながら使える技が少しづつ増えていきロックマンが成長するようになっている。パワーアップアイテムはすぐに取れるものと一度ボスを倒してから取れるものがありボスクリア後にエスケープを駆使して様々な場所を探す必要があるなど様々なオリジナル要素が導入された。
販売においては国内では47万本、海外を含めると約116万本の売上を記録しており、Xシリーズにおいて最高の実績となっている。後にパソコン用にも移植され、1996年5月24日にWindows版、2000年12月1日にPCゲームBestシリーズ版（発売：サイバーフロント）、2004年8月6日にPCゲームBestシリーズプラチナセレクション版（発売：サイバーフロント）が発売されている。
また2005年に、本作のリメイクである『イレギュラーハンターX』がPSPで発売された。
バーチャルコンソール版は2011年4月5日よりWiiにて、2013年5月22日よりWii Uにて、2016年5月9日よりNewニンテンドー3DSにてそれぞれ配信が開始された。iPhone版は2012年1月12日に配信が開始された。
なお、初回発売版は、OPステージをクリアするとすぐにエンディングになるというバグが発覚したため市場から回収され、12月29日にバグを修正したバージョンが再発売された。ただし発売日自体は最初に市場に出回った12月17日とされている。

## ストーリー
初代『ロックマン』から100年後。ライト博士が研究中未完成のために数十年前に封印したロボット、エックスが主人公の物語。
西暦21XX年。人間と人間に近い思考回路を持つロボット「レプリロイド」が共存する世界。人間が犯罪を犯すのと同じく、レプリロイドや、人間に使われるだけのロボットであるメカニロイドでさえも犯罪を犯す存在、「イレギュラー」が現れ始めていた。それを速やかに解決、抹消する特殊機関が「イレギュラーハンター」である。ケイン博士によって封印から目覚めたエックスは、B級ハンターとしてこの機関に所属することになる。
ある日、謎の赤いイレギュラーが暴走しているとの知らせを受け、シグマ率いる第17精鋭部隊が出撃した。しかし、その圧倒的な力に並みのハンターではかなわず、隊長であるシグマが戦いを挑む。ついに、シグマはそのイレギュラーの鎮圧に成功したが、その日からシグマの様子はおかしくなっていったという。シグマによって鎮圧された赤いイレギュラーは「ゼロ」と呼ばれ、その後は正常な機能を維持。シグマが監視を兼ねる意味でイレギュラーハンター第17精鋭部隊に配属となった。そしてエックスとゼロは先輩後輩の仲から親友となり、ゼロは特A級ハンターとなる。
それからしばらくした頃、シグマが突然人間に対して反乱を起こした。その計画は人類を排除し、レプリロイドだけの世界を築こうというのである。それに乗じてイレギュラーハンターの隊員もシグマ側に付く者もいた。残されたハンター達は戦いを挑んだが、シグマ勢の圧倒的な力に次々と倒されてしまう。
そしてエックスとゼロはシグマの計画を打ち砕くため、たった2人でこの大規模な反乱に立ち向かうのだった。

## 登場キャラクター

### メインキャラクター

#### イレギュラーハンター
エックス（X）
他のレプリロイドと違い悩むことができる「優しさ」の感情を持ち、平和を望み続ける心優しい青いレプリロイド。第17精鋭部隊所属。ゼロの後輩であり親友でもある。
その感情からポテンシャルを発揮できず、ハンターランクはB級に位置しているが、その潜在能力は特A級を凌ぐ。人間とレプリロイドが共存する平和な世界を取り戻すため、ゼロと共にシグマの反乱軍に立ち向かう。
本作で彼が台詞を話すのはOPステージのヴァヴァとの戦いの後のみ。
ゼロ（Zero）
エックスの先輩であり、無二の親友。イレギュラーハンターの中でもトップクラスである特A級ハンター。
後輩であり親友でもあるエックスの潜在能力に気づいている数少ない理解者で、共にシグマ率いる反乱軍に立ち向かう。シグマステージ1でヴァヴァに敗れて捕まった後、エックスの危機を救うために捨て身の自爆行為を行い、破壊された。

#### 反乱の首謀者
ヴァヴァ（VAVA）
第17精鋭部隊所属の元イレギュラーハンター。ボディのカラーリングは紫を基調としている。
非常に高い戦闘能力を持っており、物語終盤でゼロを生け捕りにしたほどである。
電子頭脳回路の異状から、ハンターでありながらイレギュラー以上の残忍さを持っており、仲間内にも彼の行いに眉をひそめるものが多い。本編でも、任務中に非行を起こし、拘束されていたところ、シグマの反乱により解放され、上司であるシグマの計画に乗り、ライドアーマーを駆使して破壊の限りを尽くす。持ち前の戦闘センスに加え、ライドアーマーの強力な火力を駆使した残虐な攻撃を繰り出し、エックスと仲間たちを追い詰める。
PS版『ロックマンX3』のOPアニメカットシーンではシグマのアジト前でカウンターハンターと共にエックスに立ちはだかるが、ゼロによって倒される。
池原しげとの漫画作品である『イレギュラーハンターロックマンX』では、表向きは反乱の首謀者となっているが、8体のボスは「Σ」のエムブレムを持ち、暗に真の首謀者がシグマであることを匂わせている。なお、ふりがなが「ババ」と表記されている。
シグマ（Σ / Sigma）
本作の首謀者。イレギュラーハンター第17精鋭部隊の元隊長であり、エックスとゼロの当時の上司でもある。
スキンヘッドを髣髴させる頭部、額の赤いランプ、目元についた紫色の縦傷状の2つのラインと緑色のアーマー、マント、ビームサーベル、軍靴を連想させる茶色のフットパーツが特徴。
かつてはイレギュラーハンターの隊長であり、史上最強と謳われるほどの高い戦闘能力と優秀な頭脳を持ち、多くのレプリロイドから慕われていた。しかし、ある日突然イレギュラー化してしまい、レプリロイドのための世界を創造するために反乱を起こす。
『イレギュラーハンターロックマンX』では、ヴァヴァの反乱を指示する影の首謀者となっている。

### ボスキャラクター

#### メインボス / 特殊武器あり
斜体は異名。ブーメル・クワンガーのみ日本国外版の英名が変更されていない。なお、今作のボスラッシュは本家のような選択式ではなく、初代『ロックマン』や『ロックマン&フォルテ』と同じく一定の順番でボスと戦う形式である（次作『X2』以降は転送カプセルによる選択式を採用している）。
雪原の皇帝 アイシー・ペンギーゴ（Icy Penguigo）
日本国外版での英名は「チル・ペンギン（Chill Penguin）」と表記される。
身長:163cm / 体重:108kg / 最大パワー:2700rp. / 最高スピード:7500rp.
雪山ステージのボス。ペンギン型レプリロイド。元第13極地部隊所属の特A級ハンター。画像にてボディのカラーリングは黒を基調としているが、ゲーム中では青に変更される。
その異名の通り吹雪や氷を使った攻撃方法を得意とする。退屈な極地暮らしに飽きており、シグマの計画を知ると当時の第13部隊の隊長を殺し、シグマの反乱軍へと身を投じることとなる。小柄だが負けん気は非常に強く、大柄のバーニン・ナウマンダーとは犬猿の仲だった。
特殊武器「ショットガンアイス」は氷の弾を発射する武器であり、スライディング攻撃は氷上を無敵状態で滑走する技である。また、2つのペンギン彫刻を創造する吹雪を口から吐くことができ、この彫刻をぶつける攻撃もある。
なお、『ロックマンX4』のフロスト・キバトドスステージ（中ボス戦）では、氷漬けになっている彼の姿を見ることができる。
深海の武装将軍 ランチャー・オクトパルド（Launcher Octopuld）
日本国外版での英名は「ランチ・オクトパス （Launch Octopus）」と表記される。
身長:238cm / 体重:182kg / 最大パワー:4000rp. / 最高スピード:3200rp.
海中ステージのボス。元第6艦隊所属の、タコ型レプリロイド。銃火器で全身を武装し、狙った獲物は決して逃さないスナイパーでもある。ボディのカラーリングは赤を基調としている。
常日頃より自分たちレプリロイドより弱い人間たちを守ることに疑問を感じており、シグマの反乱軍へと身を投じることとなる。蜂起後は海上都市を制圧した。
誘導魚雷「ホーミングトーピード」を特殊武器とし、これを大量に発射して攻撃してくる。必殺技は触手で渦を発生させて相手を引き寄せ、相手のエネルギーを奪い取る「エナジードレイン（Energy Drain）」。ブーメランカッターで触手を切り落とすことが可能。
PS版『X3』のOPアニメカットシーンではエックスを迎撃するも、倒されたウツボロスが自分に直撃して破壊された。
『ロックマンX5』に登場するボルト･クラーケンとは親しかった模様。
なお、数百年後を描いた『ロックマンゼクス アドベント』では彼のいた海は砂漠と化し、油田として利用されている（ハンターキャンプの人物の台詞より）。
幽林の妖撃手 スティング・カメリーオ（Sting Chameleao）
日本国外版での英名は「スティング・カメレオン（Sting Chameleon）」と表記される。
身長:177cm / 体重:77kg / 最大パワー:3000rp. / 最高スピード:3600rp.
森林ステージのボス。カメレオン型レプリロイド。いかなる場所にも適応可能な保護色能力を持つ、第9特殊部隊、「別名：レンジャー部隊」所属の実力者。ボディのカラーリングは緑を基調としている。
野心家で毒舌、狡猾な性格のため、人望が薄い嫌われ者で、同部隊の隊長には常に今一歩のところでなれずにいた。己の名を高め、自分を評価しなかったイレギュラーハンター組織に復讐するためにシグマの反乱軍へと身を投じることとなる。
蜂起後は前線基地の警備を担当していた。背景に溶け込むことで攻撃を回避し、突如姿を現して攻撃する。特殊武器「カメレオンスティング」は尾から発射される3発のトゲ状の弾。必殺技は長い舌を伸ばして相手を攻撃する「アイアンタング（Iron Tongue）」で、その他天井の針を落として攻撃してくる。
『X6』では、メタルシャーク･プレイヤーの必殺技として再生され登場する。
鋼鉄の甲弾闘士 アーマー・アルマージ（Armor Armarge）
日本国外版での英名は「アーマード・アルマジロ（Armored Armadillo）」と表記される。
身長:194cm / 体重:232kg / 最大パワー:5800rp. / 最高スピード:7800rp.
鉱山ステージのボス。第8機甲部隊の隊長を務めていたアルマジロ型レプリロイド。カラーリングは紫と白を主体としており、ボディの周りに装甲板が特徴。
鉄壁の防御力を誇る装甲を纏う。武人肌の堅物で、イレギュラーハンター部隊の指揮権を全てシグマに掌握されたことから、彼を上官と判断。「上官の命令は絶対」として反乱に参加する。蜂起後は兵器の原料の採れる鉱山を占拠した。
特殊武器「ローリングシールド」はその装甲を纏った体を丸めての体当たりで、攻防一体の性能を誇る。ガーディングに入ると敵からの攻撃を跳ね返す。また、小さいヘッド砲からエネルギーの弾を放つ。弱点武器のエレクトリックスパークで装甲を剥ぎ取ることが可能。
灼熱のオイルタンク バーニン・ナウマンダー（Burnin' Noumander）
日本国外版での英名は「フレイム・マンモス（Flame Mammoth）」と表記される。
身長:321cm / 体重:327kg / 最大パワー:8000rp. / 最高スピード:1700rp.
工場ステージのボス。ナウマン象（日本国外版ではマンモス）型レプリロイド。元第4陸上部隊隊長として中東で戦っていた。ボディのカラーリングは灰色と赤を主体としている。
動きこそ鈍重だが、圧倒的な火力を有し、その武力を以って第4陸上部隊を束ねていた。シグマの反乱に加わったのは「自分の実力を今まで以上に試す機会」と判断したためであり、反乱に加担してからは工場地帯を大規模な兵器生産工場にしようとした。
鼻からオイルを撒き散らし、火の玉を発射する特殊武器「ファイヤーウェーブ」でそれを炎上させる。また、巨体を活かしての「ジャンププレス（Jump Press）」を必殺技とし、かわした場合でも地上にいると着地時の震動で倒れてしまう。ブーメランカッターで鼻を切り落とすことができる。
自分より小さい者や弱者を見下す性癖があり、小柄なアイシー・ペンギーゴなどとは何かと対立することが多い。
天空の貴公子 ストーム・イーグリード（Storm Eagleed）
日本国外版での英名は「ストーム・イーグル（Storm Eagle）」と表記される。
身長:270cm / 体重:135kg / 最大パワー:2700rp. / 最高スピード:9000rp.
空港ステージのボス。第7空挺部隊の隊長を務めていた鷲型レプリロイド。ヴァヴァと同じく、ボディのカラーリングは紫を基調としている。
周囲からの人望と正義感に厚く、当初は反乱を引き起こしたシグマとも対立していたが、対決に敗れてしまい、その軍門に降ってしまう。その後、彼の意図とは裏腹に第7部隊旗艦であり彼の戦艦である「デスログマー（Death Rogumer）」は反乱軍の空中要塞となり、空路を遮断するため空港を制圧、エックスらの前に立ちはだかる。本作の8体のボスの中で唯一、ボス部屋内での戦闘ではなく、デスログマー上での屋外戦となる。
羽ばたきと特殊武器「ストームトルネード」での突き落とし攻撃の他、上空からのダイビングアタックを必殺技とする。また翼で突風を吹き出し、口から鳥の卵を吐くこともできる。ストームトルネードはエックスが入手できるものとは異なり、当たっても押されるだけでダメージは受けない。
なお、『ロックマンX6』に登場するメタルシャーク・プレイヤーの特殊武器である「メタルアンカー」のチャージショット版ではメタルコピーに変化した彼が無数に飛来する。
豪速拳の雷王 スパーク・マンドリラー（Spark Mandriller）
日本国外版での英名は「スパーク・マンドリル（Spark Mandrill）」と表記される。
身長:305cm / 体重:294kg / 最大パワー:8700rp. / 最高スピード:2200rp.
発電所ステージのボス。マンドリル型レプリロイド。第17精鋭部隊所属の特A級ハンター。ボディのカラーリングは茶色を基調としている。
隊長であったシグマに従う形で反乱に参加し、その圧倒的な戦闘力で巨大発電所を占拠した。制圧後のことは部下に任せ、自分はごろ寝を決め込んで好物の電気を貪り食っているが、いざ戦いとなれば勇猛果敢な戦士へと変わり、特A級ハンターのランクに恥じぬ腕前を見せる。
その異名の示す通り、必殺技であるダッシュパンチの威力は強力であり、そのほかに地上はおろか、壁さえも伝う特殊武器「エレクトリックスパーク」を使用する。弱点の武器で動きを止めることができる。
時空の斬鉄鬼 ブーメル・クワンガー（Boomer Kuwanger）
身長:242cm / 体重:94kg / 最大パワー:2000rp. / 最高スピード:9900rp.
タワーステージのボス。クワガタ型レプリロイド。マンドリラーと同じく、第17精鋭部隊に所属していた。ボディのカラーリングは赤と青を主体としており、頭部の上ブーメランが特徴である。
残忍で冷酷な性格の持ち主であり、シグマの反乱に参加した理由も「こっちの方がおもしろそう」という享楽的なもの。行動が素早く、人間はおろかレプリロイドでさえ目に見えない速さで動き、イレギュラー達から上記の異名でよばれるようになった。蜂起後は都市のシンボルになるはずだったタワーを制圧して、侵入者を迎え撃つ要塞に作り変えた。
高速移動から、特殊武器「ブーメランカッター」を投げてくる攻撃のほか、頭部のブーメランで敵を捕らえて天井に投げつける必殺技「デッドリフト（Dead Lift）」があり、ワープも行う。
『X3』に登場するグラビディ・ビートブードは彼の実の弟にあたる。
『イレギュラーハンターＸ』の海外版では、英名が「ブーメラン・クワンガー（Boomerang Kuwanger）」に正式に変更されている（動物部分は日本語もじりのまま）。

#### その他のボスキャラクター / 特殊武器なし
ボスパイダー（Bospider）
シグマステージ1のボス。クモ型メカニロイド。雑魚メカニロイド・クラッシャーの大型版として開発された大型メカニロイド。
あみだくじのようにランダムで張られるレールの上を高速移動して体当たりを仕掛ける他、体内で生産した小グモメカ（プチパイダー）を発射して攻撃する。装甲そのものは頑丈だが、設計上のミスで、地面に衝突する際に弱点を露出するようになってしまっている。
ランダ・バンダ（Rangda Bangda）
シグマステージ2のボス。壁画のメカニロイド。シグマがイレギュラーハンターの隊長だった頃、東南アジアの遺跡で見つけたとされる壁画がモチーフとなっている。その名前の通りランダの顔のようにも見える。
壁画に埋め込まれた青、赤、緑の目と鼻の形をしたコアが本体であり、全てを破壊しなくてはならない。侵入者を左右の壁で押し潰すはずだったが、設計ミスで半分しか埋まらない。しかも中央の下はトゲとなっている。
『X5』では、改良型の「ランダ・バンダW」が登場する。
D-REX
シグマステージ3のボス。肉食恐竜型メカニロイド。
本来は体長30mの巨大メカニロイドになる予定だったが、シグマの基地が思いのほか早く発見されてしまったため、急遽頭部だけの戦車として作られた。上顎部分と車輪部分に分かれており、体当たり、上顎による押し潰し、巨大エネルギー弾で攻撃する。車輪部分は攻撃を受け付けない。
ベルガーダー（Velgarder）
シグマステージ4の1体目のボス。シグマと共に現れる、獰猛な狼型メカニロイド。シグマの忠実なペットであり、最も信頼の厚いガーディアン。裏切り者の処分も任されていたらしい。壁蹴りなどを用いた俊敏な動きを誇り、口から炎やエネルギー弾を吐いて攻撃する。
『ロックマンX7』では、類似した外見の量産型メカニロイド「ヘルガーダー（Hellgarder）」が登場する。なお、ナウマンダーやオクトパルドと同じく、本作のボスの1人として『ソウルイレイザー』に登場する。
ウルフシグマ（Wolf Sigma）
シグマの第二形態で、本作における最終ボス。巨大な狼型メカニロイドで、額部分にシグマの頭パーツが合体する。
腕と下半身は未完成であるものの、口から吐く炎や電撃、両手から放つ稲妻は非常に強力。シグマはこれが完成したら一気に世界を我が物にする計画を立てていたらしい。特定の攻撃でしかダメージを与えられず、攻撃力も高い。なお負けるとベルガーダー戦からやり直さなければならなくなる。
過去のロックマンの特集本ではシグマの最終形態、『サイバーミッション』ではファイナルシグマとも紹介されている。

#### 中ボスキャラクター
アングラーゲ（Anglerge）
オクトパルドステージの1体目の中ボス。アンコウ型メカニロイド。元々は海底の汚物などを取り除くための清掃用として作られた。
提灯部分は動体センサーとなっており、本体から独立している。4つのミサイル発射口を持つほか、吸引口を利用してエックスを吸い寄せたり押し戻したりもする。
ウツボロス（Utsubros）
オクトパルドステージの2体目の中ボス。ウツボ型メカニロイド。元々は海底を調査するために作られた。
柔らかい体を生かして狭い溝に入ったり砂の中に潜ることが可能。海底から出現し、海中を泳ぎ回った後、また海底へと消える。場所によっては潜らず、ひたすら泳ぎ回るタイプも存在する。
RT-55J
カメリーオステージの中ボス。力士型メカニロイド。かつて平和だった頃は「ロボット大相撲トーナメント」で横綱として人気を博した。
パワーは強く、アームを伸ばしての攻撃は、壁に激突する際の衝撃でエックスを壁から落とすほどの威力がある。頭部以外は攻撃を受け付けない。
サンダースライマー（Thunder Slimer）
マンドリラーステージの中ボス。巨大細胞型メカニロイド。10年前に「1つの細胞をどこまで大きくできるか」という実験によって生まれた。ただし、それは高い危険性があるため、部屋に封印されていた。
ゼリー状の物質に包まれている。現在は発電所に放置され、相手の動きを止め、発電所から吸収した電気を利用して電撃を放つ。ストーム・イーグリードを倒せば電撃を出さない。

## 能力

### 特殊武器
エックスは初期装備のエックスバスター以外に8つのステージの各ボスを倒すと、そのボスが所有する特殊武器を入手できる。また、アームパーツの入手によりチャージが可能になる。
※名称の記述は「入手する特殊武器 - 所有するボス」とし、以下に述べる
ショットガンアイス（Shotgun Ice） - アイシー・ペンギーゴ
- 通常 - 氷の弾を発射する。弾速が速く、敵や壁に接触すると逆方向へ5発の小弾に分裂して跳ね返る。
- チャージ - 目の前にペンギーゴを模した、氷の足場を形成する。足場は乗り物として利用でき、接地してからしばらくすると徐々に前方に滑り出す。壁や硬い敵に衝突すると砕け散る。

ホーミングトーピード（Homing Torpedo） - ランチャー・オクトパルド
- 通常 - 追尾ミサイルを発射する。最大2発まで連射可能。
- チャージ - 魚の形をした追尾ミサイルを5発同時に扇状に発射する。通常版よりも威力は高いが、追尾性能は低下している。

カメレオンスティング（Chameleon Sting） - スティング・カメリーオ
- 通常 - 発射直後に3方向へ扇状に分裂する光線を発射する。
- チャージ - エックスの全身が虹色に発光し、一定時間無敵になる。その間はトゲに触れてもダメージを受けない。効果中も通常版を使用可能。

ローリングシールド（Rolling Shield） - アーマー・アルマージ
いずれもヘッドパーツを装備することで、より効果を高めることができるようになる。
- 通常 - 地面を転がる、球状のエネルギー弾を発射する。壁に接触すると1回だけ跳ね返る。一部の敵弾をかき消すことが可能。
- チャージ - エックスの周囲にバリアを展開する。通常版同様に一部の敵弾を防ぐほか、バリア自体にも攻撃力が存在するため、耐久力の低い雑魚敵ならば体当たりで破壊することも可能。バリアは一度に一定以上のダメージを受けない限り、半永久的に効果が持続する。アニバーサリーコレクション収録版ではチャージ版に時間制限が追加された。

ファイヤーウェーブ（Fire Wave） - バーニン・ナウマンダー
いずれも水中では使用できない。
- 通常 - 射程の短い炎を火炎放射器のように連続で放射する。ボタンを押し続けている間は、エネルギーが切れるまで放射し続ける。このため、本来なら放射しながらでなければチャージができないが、他の武器でチャージしてから切り替えることでエネルギーの節約が可能。
- チャージ - 地面に向けて、敵を貫通する火炎弾を落とす。着弾すると連続で火柱を上げながら、段差や壁に到達するまで地面に沿って進んでいく。火炎弾が壁に接触した場合は、その場で一度火柱を出してから消滅する。なおチャージが完了するまでは通常版を放射し続けるため、上記の手法を使わないと燃費が悪くなってしまう。

ストームトルネード（Storm Tornado） - ストーム・イーグリード
- 通常 - 水平方向に伸びる竜巻を前方へ発射する。敵や地形を貫通するほか、連続ヒットするため軌道上の雑魚敵に対して非常に強力だが、ヒット後の無敵時間の存在するボス敵に対してはそれほどダメージを与えられない。
- チャージ - エックス自身を包み込む巨大な竜巻を、垂直方向に発生させる。通常版よりも威力は高いが、発生時間は短く、特性上、リーチも短い。

エレクトリックスパーク（Electric Spark） - スパーク・マンドリラー
- 通常 - 弾速の遅い電気の弾を発射する。壁や無効な敵に接触すると真上下（斜面では斜め方向）に分裂する。最大3発まで連射可能。
- チャージ - 電気の壁を発生させ、前後に高速で発射する。威力が高く、敵や地形を貫通する。

ブーメランカッター（Boomerang Cutter） - ブーメル・クワンガー
- 通常 - ブーメランのように円を描いて飛ぶカッターを発射する。最大3発まで連射可能。カッターの軌道上にアイテムが存在する場合、それを回収することができる。また、敵にヒットせずに手元へ戻ってきた場合はエネルギーを消費しない（発射した分のエネルギーが回復する）。発射時の高度によって上周りか下周りに軌道が変化し、低い場合は前者、高い場合は後者となる。
- チャージ - 斜め4方向に巨大なカッター状のエネルギー弾を発射する。エックスを中心として螺旋状に広がり、斜め4方向に飛んでいく。なお、こちらにアイテムを回収する能力はない。

### パワーアップパーツ

#### ノーマルアーマー
『X』では「ノーマルアーマー」と表記。『ロックマンX DiVE』やバンダイのフィギュアD-Artsではフルアーマーという名称。
エックスは一部のステージに隠された「パーツカプセル」に入ることで新たなパーツを取得し、パワーアップするという特殊能力を持っている。
カプセルはステージの特定の場所に隠されており、近づくとライト博士のホログラムが出現し、エックスに向けたメッセージやパーツの効果についての説明をしてくれる。
なお、アームパーツはゲームの進行上、必ず入手する形になる。
ヘッドパーツ
頭突きで特定のブロックを破壊できるようになる「ヘッドブレーク（Head Break）」（一部資料では「ヘッドクラッシュ（Head Crush）」）の能力が備わる。落下物の直撃をある程度防げるようにもなる。また、ローリングシールドの性能を高め、より多くの敵弾をかき消せるようになる。
ボディパーツ
受けるダメージを半減する。また、ダメージ時のノックバックも軽減される。
アームパーツ
チャージ段階が1段階追加され、最大で3段階となり、特殊武器のチャージも可能になる。また、フルチャージで大量の拡散弾を束ねた「スパイラルクラッシュバスター（Spiral Crush Buster）」が使用可能になる。発射の瞬間は後方にも僅かに攻撃力のある衝撃波が発生する。多段ヒットする性質上、無敵時間の存在するボス敵に対しては相性が悪い。
今作のアームパーツはパーツカプセル以外にも入手が可能で、シグマステージ1で、アームパーツ未装着の状態でヴァヴァとの戦い後にゼロからバスターパーツをもらうことでパワーアップできる。性能は同じだが、PSP版ではゼロから譲り受けたパーツの方が攻撃力が上がる。
そのため、どうプレイしても必ず入手するパーツとなっている。
フットパーツ
緊急加速システム「ダッシュ」が可能になり、エックスの機動力を大幅に向上させる。また、壁蹴りで特定のブロックを破壊することも可能になる。ダッシュ中にバスターを放てば与えるダメージが二倍になる恩恵もある。
このパーツもアームパーツ同様、進行上必ず入手することになるが、SFC版はバグパスワードを使うことで入手せずに進むことができる。
次作『ロックマンX2』以降は基本アクションとして使用可能。

#### パワーアップアイテム
ライフアップ
選択ボスの各ステージに必ず1つずつ隠されている、エックスのライフゲージの最大値を増加させるアイテム。取得した時点で、最大値と現在値が2メモリ分増加する。全て取得した場合は初期の16メモリに対して16メモリ増え、エックスのライフゲージは合計32メモリ（初期の2倍）となり、ボスと同等の長さになる。
サブタンク
選択ボスの一部のステージに隠されており、合計4つ存在する。エックスが余剰に取得したライフエネルギーを蓄積でき、メニュー画面から必要に応じて任意のタイミングで使用することでライフを回復できる。回復量は1メモリにつき1メモリで、満タンになるまで貯めた場合のみエックスのライフを28メモリ分回復できる。本家『ロックマン』のエネルギー缶（E缶）に相当するもの。

#### 隠しアイテム
波動拳
特定の条件を満たすことにより、あるステージにパワーアップパーツと同様のカプセルが出現し、それに入ることで入手可能。ただしパスワードでの記録は不可。
ライフエネルギーが最大の時のみ、  +ショットボタン（右向き時）とコマンドを入力することにより、「はどうけん!」の声と共にポーズを構え、前方にエネルギー弾を発射する。
一直線に飛んでいく単発の飛び道具であり、地上で、しかもライフが満タンの状態でしか発動できない。ステージ中の敵には通常のエックスバスターの32倍の威力を発揮し、ボスキャラクターを含めたほとんどの敵を一撃で倒すことができる。ただし発射前の両手を腰に構えるモーションに若干の隙があり、そこで攻撃を受けると潰される場合もある。また弾速も通常のエックスバスターより遅い。
なおこのカプセルで現れるライト博士は、通常の白衣とは異なり『ストリートファイター』のリュウのような、鉢巻を締め道着を着込んだ格好をしている。「後ろに見ゆる大瀑布（滝）で鍛えた」とのことで、口調も通常の落ち着いた雰囲気とは異なった、やや語気の荒いものとなっている。また「瀑布と言うても江戸幕府のことではないぞ」といった日本語の洒落を含んだ台詞は、日本国外版では「スペシャルプレゼントを授ける」といった旨の簡潔な言葉に変更されている。

### サポートマシン
ライドアーマー
レプリロイドが搭乗して操縦する二足歩行型のメカ。本来は土木工事・運搬作業用であるが、戦闘にも流用されている。SFC版ではペンギーゴ、カメリーオ、シグマステージ2に登場。どのステージでもボス戦に持ち込むことは不可能。
ステージ中の特定の箇所に置かれており、パンチ攻撃とダッシュ移動が可能。また搭乗中はエックス自身はダメージを受けない。ただし一定量の攻撃を受けると大破して点滅して行動不能となり、最後には爆発・消滅する。
なお同型のライドアーマーは敵キャラクターも搭乗する場合があり、その場合はダメージを与えることで搭乗者ごと破壊が可能。

## 他機種版
| No. | タイトル                                      | 発売日                      | 対応機種                                     | 開発元      | 発売元           | メディア                                            | 型式 | 売上本数 | 備考                            |
| --- | --------------------------------------------- | --------------------------- | -------------------------------------------- | ----------- | ---------------- | --------------------------------------------------- | ---- | -------- | ------------------------------- |
| 1   | ロックマンX                                   | 1996年5月24日 1995年1月1日  | Microsoft Windows                            | カプコン    | カプコン         | CD-ROM                                              | -    | -        |                                 |
| 2   | ロックマンX                                   | 1997年9月30日               | スーパーファミコン                           | カプコン    | カプコン         | フラッシュロムカセット （ニンテンドウパワー）       | -    | -        |                                 |
| 3   | ロックマンX                                   | 2000年12月1日               | Microsoft Windows                            | カプコン    | サイバーフロント | CD-ROM （PCゲームBestシリーズ）                     | -    | -        | 廉価版                          |
| 4   | ロックマンX                                   | 2004年8月6日                | Microsoft Windows                            | カプコン    | サイバーフロント | CD-ROM （PCゲームBestシリーズプラチナセレクション） | -    | -        | 廉価版                          |
| 5   | Mega Man X Collection                         | 2006年1月10日               | PlayStation 2 ニンテンドー ゲームキューブ    | カプコン    | カプコン         | DVD-ROM 8センチ光ディスク                           | -    | -        | 他シリーズの6作品との合同収録作 |
| 6   | ロックマンX                                   | 2011年4月5日                | Wii                                          | カプコン    | カプコン         | ダウンロード （バーチャルコンソール）               | -    | -        |                                 |
| 7   | ロックマンX                                   | 2012年1月12日               | iPhone iPod touch                            | カプコン    | カプコン         | ダウンロード （ios）                                | -    | -        |                                 |
| 8   | ロックマンX                                   | 2013年5月22日               | Wii U                                        | カプコン    | カプコン         | ダウンロード （バーチャルコンソール）               | -    | -        |                                 |
| 9   | ロックマンX                                   | 2016年5月9日                | Newニンテンドー3DS                           | カプコン    | カプコン         | ダウンロード （バーチャルコンソール）               | -    | -        |                                 |
| 10  | ニンテンドークラシックミニ スーパーファミコン | 2017年9月29日 2017年10月5日 | -                                            | 任天堂      | 任天堂           | 内蔵ソフト                                          | -    | -        |                                 |
| 11  | ロックマンX アニバーサリー コレクション       | 2018年7月26日 2018年7月24日 | PlayStation 4 Nintendo Switch Xbox One Steam | カプコン M2 | カプコン         | BD-ROM Switch専用ゲームカード ダウンロード          | -    | -        | 他シリーズの3作品との合同収録作 |

## その他
- オープニングの起動デモは、当時の国産パソコン「PC-98」シリーズの起動デモに酷似している。
- 電源を切らない限り、リセットしても進行に応じたパスワードが残る仕様になっている。
- 本作のボス決定デモのBGMは、本家ロックマンシリーズの多くの作品で使用されたBGMである。
- SFC版の最初期に出荷されたカートリッジでは、オープニングステージの終了後にすぐエンディングとなるバグがあり、回収騒ぎとなった。『バックアップ活用テクニック』誌の解析によると、これはマジコン対策の暴発によるものらしい。つまり、カートリッジに搭載されたROMのランダムなアドレスに対して書き込みをトライし、もし書き込みに失敗すればそれはROM、もし書き込みに成功すればRAMつまりマジコンと判断される、と言うマジコン対策が施されてあったが、カートリッジのROMと同一バンクにスーファミ本体のRAMが存在し、結果としてROMのアドレスに書き込めてしまい、正規のROMでもマジコンと判断されてしまうことになったらしい[6]。対策版では、部品面の一部をカットし、ハンダ面に抵抗を噛ませたリード線を通すことで、誤動作の原因となったアドレスをハード的に見えなくしている。

## CMソング（音楽）
- 音楽：アルフライラ

## 関連書籍
- スーパーファミコン完璧攻略シリーズ41 ロックマンX 必勝攻略法 - 双葉社、1994年1月21日、ISBN 4-575-28284-7
- 覇王ゲームスペシャル4 ロックマンX - 講談社、1994年1月28日、ISBN 4-06-329203-7